# 許子祥
許子祥（英語：William Shu，1979年12月1日—），臺裔美國籍企业家，英国在线食品外卖公司戶戶送（Deliveroo）的联合创始人兼首席执行官，该公司的业务遍及84个城市。

## 生平
許子祥于1979年12月生于康涅狄格州，父母来自台湾。 許子祥于2001年获得西北大学的学士学位。他的第一份工作是2001年在纽约的摩根士丹利担任投资银行分析师。 許子祥于2010年回到美国就读商学院，于2012年从沃顿商学院获得了MBA学位。

## 职业生涯
在创立Deliveroo之前，許子祥曾在SAC Capital Advisors和ESO Capital担任分析师以及在摩根士丹利担任投资银行家。他于2013年与儿时友人、身为软件工程师的格雷格·奥尔洛夫斯基（Greg Orlowski）创立了Deliveroo。許子祥创立Deliveroo的想法缘于他深夜在摩根士丹利的伦敦办公室工作时发现鲜有外卖可点。許子祥是Deliveroo公司的第一批外卖运送员，在公司成立头八个月中每天都会送货以了解客户体验。
Deliveroo在伦敦运营的头两年，通过口口相传而不断发展。2015年，该公司向国际扩张到巴黎、柏林和都柏林。 Deliveroo在2017年11月的估值超过15亿英镑，业务遍及12个国家和150多个城市。
2016年2月，一直担任Deliveroo首席技术官的奥尔洛夫斯基以“在女儿出生后他要与妻子在芝加哥花更多的时间”之故离开了公司。
許子祥一直以Deliveroo司机的身份继续工作，每隔几周在伦敦各地运送食物。

### 批评
在2016年有关员工地位及公司亏损的员工纠纷中，許子祥因将其个人薪金增长了22.5％，提升至每年12.5万英镑而受到批评。诸如雇用新员工和设立新伦敦办事处等行政费用从2880万英镑增加到1.422亿英镑，造成了巨大的损失。此外，許子祥还向董事和其他数百名总部员工发放了近450万英镑的股票奖金。
Deliveroo是众多零工经济公司之一，这些公司因在英国的商业模式而面临法律挑战。针对Deliveroo的案件涉及45名车手。

## 个人生活
許子祥现居住于伦敦诺丁山区。